# Mali Đurđevik
Gjurgjevik i Vogël en albanais et Mali Đurđevik en serbe latin (en serbe cyrillique : Мали Ђурђевик) est une localité du Kosovo située dans la commune/municipalité de Klinë/Klina et dans le district de Pejë/Peć. Selon le recensement kosovar de 2011, elle compte 745 habitants.

## Démographie

### Évolution historique de la population dans la localité
| 1948 | 1953 | 1961 | 1971 | 1981 | 1991 | 2011 |
| ---- | ---- | ---- | ---- | ---- | ---- | ---- |
| 313  | 350  | 379  | 403  | 531  | 635  | 745  |

|  |

### Répartition de la population par nationalités (2011)
En 2011, les Albanais représentaient 90,07 % de la population et les Égyptiens 9,13 %.